# Цзінхе-Південна
Цзінхе-Південна (кит. 精河南, пін. Jīnghénán Zhàn) — залізнична станція в КНР, розміщена на Цзін'іхоській залізниці між станціями Цзінхе і Аобао.
Розташована в повіті Цзінхе Боро-Тала-Монгольської автономної префектури СУАР.
| Китай | Це незавершена стаття з географії КНР. Ви можете допомогти проєкту, виправивши або дописавши її. |